# Charles Moureu
Pour les articles homonymes, voir Moureu.
Charles Moureu, né le 19 avril 1863 à Mourenx (Basses-Pyrénées) et mort le 13 juin 1929 à Biarritz, est un chimiste français connu pour la découverte du phénomène d'autoxydation et des antioxygènes. Membre de l’Institut et de l’Académie de médecine, professeur au Collège de France, il a notamment publié les Notions fondamentales de chimie organique.

## Biographie

### Une enfance pyrénéenne
François Charles Léon Moureu naît à Mourenx (Basses-Pyrénées), le 19 avril 1863, au sein d’une famille d’agriculteurs béarnais, entouré de six frères et sœurs, et il passe ses premières années dans la ferme familiale. Ce goût de la simplicité dans lequel il est élevé le caractérisera durant toute sa vie, même au milieu des plus grands honneurs. Dès son plus jeune âge, il manifeste d'étonnantes dispositions pour le travail. Après avoir effectué ses études primaires à l’école du village, il obtient facilement son certificat d’études.

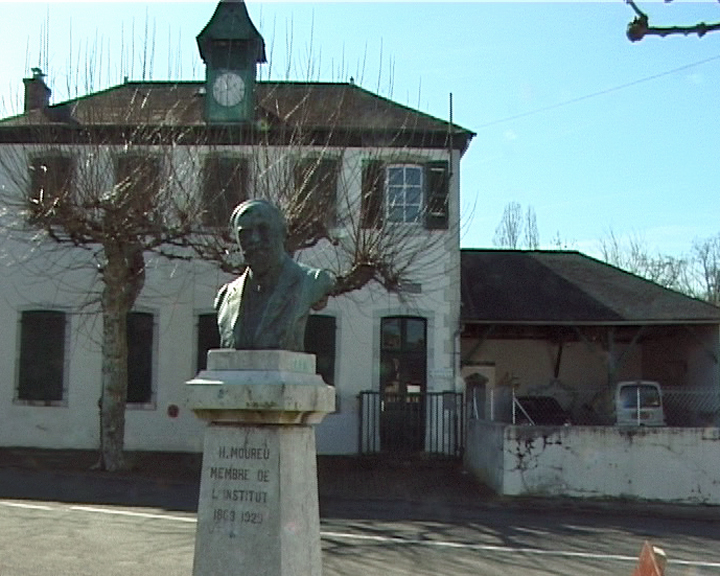
L'ancienne école sur la place du village à Mourenx Bourg, en face de la maison natale de Charles Moureu.

Muni de ce premier diplôme, Charles Moureu quitte famille et amis pour poursuivre ses études au collège Moncade d'Orthez, puis au lycée de Bayonne, où il obtient le baccalauréat en 1880 à l'âge de 17 ans.
Le rôle de son frère aîné, Félix Moureu, pharmacien à Biarritz et futur maire de la ville, se révèle alors primordial dans la réussite de l'étudiant. À sa sortie du lycée, Félix l'accueille en stage dans son officine pharmaceutique et lui apprend les rudiments du métier. En intéressant le jeune Béarnais aux choses de la science, il contribue à donner naissance à sa vocation.

### Les débuts d’une vocation
L'année 1884 marque le véritable début de la carrière de Charles Moureu : à 21 ans, il entre à l'École supérieure de pharmacie de Paris, tout en préparant simultanément à la Sorbonne une licence en sciences physiques.
À l'École, le jeune étudiant révèle tous ses dons et, très vite, soulève l'enthousiasme de ses maîtres. En deux années de travail acharné, il se voit attribuer la médaille d'argent (1886), puis la Médaille d'Or (1887) de l'École, cependant que le prix Laillet lui est décerné en 1887. Il obtient son diplôme de pharmacien de première classe en 1891.
Devenu entretemps en 1886 interne des Hôpitaux de Paris, il entreprend d’exercer, en parallèle avec ses études, des fonctions hospitalières. À peine en possession de son diplôme de pharmacien, il est nommé sur concours, en 1891, pharmacien en chef des Asiles de la Seine. Le voilà désormais matériellement installé à la tête d'un modeste laboratoire à l'asile de Ville-Évrard, où il peut commencer à mettre en œuvre concrètement sa passion pour la recherche.
Poursuivant parallèlement ses études universitaires, il obtient le titre de licencié en sciences physiques en 1888. Il a 30 ans en 1893 quand il accède au titre de docteur en sciences physiques, grâce à une thèse de doctorat remarquée, sur L’acide acrylique et ses dérivés, qui lui vaut dès lors une solide renommée.
C’est à cette époque qu’il fait la connaissance de Louise, qui va partager sa vie. En le dispensant des principales préoccupations de la vie matérielle et en le soutenant, sa femme est pour lui une véritable collaboratrice, le suivant dans tous ses déplacements professionnels, ou recopiant ses manuscrits, à une époque où la machine à écrire n’est pas encore d’un usage courant.
Agrégé de chimie et de toxicologie en 1899, il devient professeur à l'École supérieure de pharmacie en 1907, titulaire de la chaire de pharmacie chimique. Il a une claire vision dès cette époque de tous les enjeux que porte le domaine de recherches dans lequel il compte s’investir. Il abandonne alors ses fonctions hospitalières pour se consacrer exclusivement à la recherche et à l'enseignement.

### Un chercheur acharné
La passion de la recherche chevillée au corps, il se consacre avec énergie et détermination à sa vocation de chercheur. Les résultats apparaissent vite à la mesure des espérances. Les écrits de Moureu se multiplient, portant sur les sujets scientifiques les plus divers.

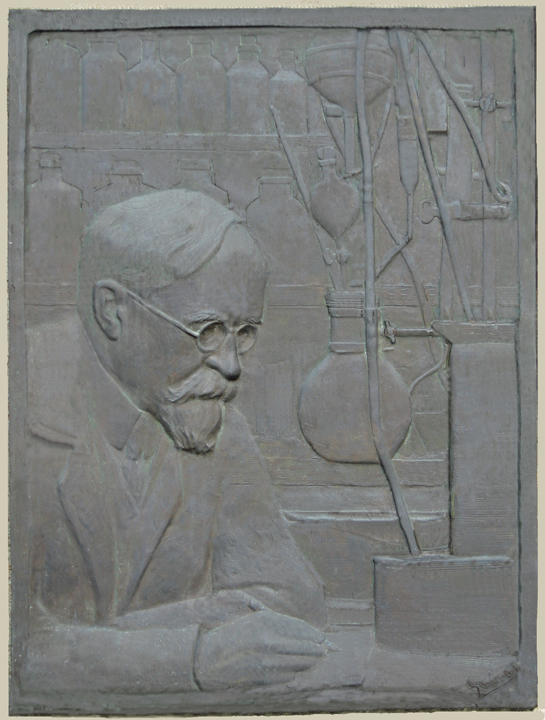
Plaque commémorative de Charles Moureu, au square du parc Beaumont à Pau.

Ses premières recherches portent sur la chimie organique, et plus spécialement les acides non saturés (l’acide acrylique), puis sur divers phénols. Avec Delange, il travaille à l’étude des composés acétyléniques. S’ensuivent également des travaux sur la spartéine avec Amand Valeur, l'étude des gaz rares dans les sources thermales avec Lepape, la découverte du sous-azoture de carbone et du cyanacétylène, ensemble de recherches qui contribuent à sa notoriété.
Ses articles connaissent à l’époque un réel retentissement, à tel point qu'on lui confie la direction de la Revue Scientifique (de 1907 à 1926), et celle des Annales de Chimie, périodique fondé par Lavoisier.
Cette activité débordante lui vaut félicitations et encouragements. En 1907, âgé de 48 ans, Moureu accumule les honneurs : Prix Capuron et Prix Jecker, Officier de l'Instruction publique, Chevalier, puis plus tard Grand Officier de la Légion d'honneur, …
Élu à l’Académie de médecine en 1907, il devient Membre de l’Institut en entrant à l'Académie des Sciences en 1911. Il est nommé en 1913 président de la Société de Pharmacie de Paris (devenue depuis Académie Nationale de Pharmacie). En 1917, il quitte l’École de Pharmacie pour occuper la prestigieuse Chaire de Chimie Organique au Collège de France.
En quelques années, il crée au Collège de France un grand laboratoire de recherches. Son disciple, Charles Dufraisse, qui travaillait à ses côtés depuis 1911, le rejoint dans ses nouvelles fonctions, et une collaboration scientifique extrêmement féconde s'instaure entre les deux hommes. En dix ans, bien que dépourvus de crédits, les deux chercheurs accueillent en stage plus de cent collaborateurs français ou étrangers, mènent à bien de longs et difficiles travaux, et enfin publient près de deux cents notes ou mémoires.

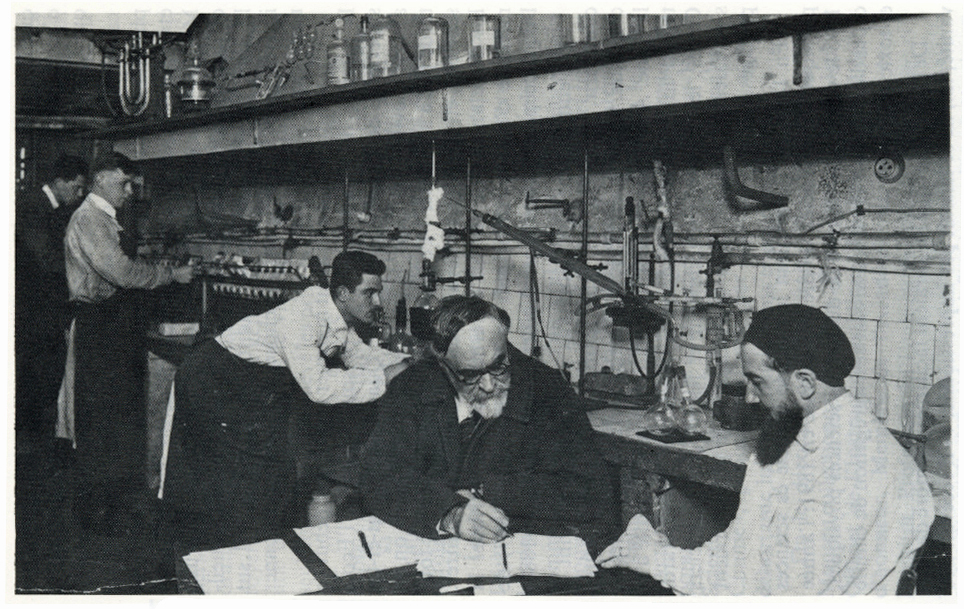
Dans leur laboratoire parisien, les professeurs Charles Moureu et Charles Dufraisse.

### Un pédagogue reconnu
Parallèlement à ses activités de chercheur, ses fonctions de professeur à l’École supérieure de pharmacie lui permettent de mettre en évidence d’indéniables qualités de pédagogue. Les témoignages de ses anciens élèves, dont certains devinrent des personnalités, sont à cet égard particulièrement élogieux, tous louant sa passion pour la science, la clarté de sa conception, et une conviction communicative dans ses exposés.

« Professeur incomparable, capable de citer les vocations scientifiques et d'inspirer aux étudiants la passion insatiable de la recherche scientifique. »

— Paul Sabatier

« Il avait le don d'animer les sujets les plus mornes, et de faire jaillir la vie des spéculations les plus arides [...] Il s'attachait d'abord à voir lui-même les choses en clair, avant de se croire autorisé à les exposer aux autres [...], et portait au plus haut point l'art de faire comprendre, qui est l'apanage des grands professeurs. »

— Charles Dufraisse

« Moureu m'a appris la plupart des méthodes de la chimie organique avec une minutie, une conscience et une propreté admirables. »

— Ernest Fourneau
Charles Moureu gardera toujours de ces années d'enseignement à l’École supérieure de pharmacie un souvenir ému. Lorsque, plus tard, il deviendra professeur au Collège de France, il avouera éprouver un véritable serrement de cœur au moment de quitter l’école où s'était déroulée jusque-là toute sa carrière, conscient de tout ce qu’elle lui avait apporté, depuis sa propre vocation scientifique jusqu'aux moyens matériels de la poursuivre.

### Chimiste de guerre
Durant la première Guerre mondiale, Charles Moureu joue un rôle de premier plan dans l’organisation de la production de gaz de combat français. L’élément déterminant de son engagement est l’attaque de l’armée allemande sur Ypres en avril 1915, qui utilise alors pour la première fois des gaz asphyxiants. À la suite de cet événement, les autorités françaises, aussi bien militaires que politiques, s’accordent sur la nécessité de disposer de cette arme. Des expérimentations avaient été menées avant la guerre, mais la France n’a pas encore à l’époque de véritable industrie chimique, ne produit pratiquement pas de chlore et ne détient pas de ressources en brome, des matières alors indispensables à la synthèse des substances agressives connues. Pour remédier à cette situation, les chimistes se mettent à l'œuvre, mais ont besoin d’un chef qui organise les recherches : "II fallait un savant indiscuté, unissant le tact à la fermeté : instinctivement, les regards se portèrent vers Moureu qui se trouva ainsi désigné, malgré lui, par une sorte de plébiscite muet".
Les premiers travaux débutent rapidement. Pour réaliser cet objectif, les responsabilités sont réparties : l’effort de recherche le plus significatif incombe à ce qui deviendra la Section des produits agressifs, présidée par le colonel Perret, secondé par Charles Moureu, et neuf autres membres, tous d’éminents chimistes. La logistique est confiée à l’Établissement Central du Matériel Chimique de Guerre, chargé de réaliser un véritable programme de développement industriel pour réaliser la production des substances nécessaires. Plusieurs études successives sont menées sur des produits présentant des propriétés suffocantes ou toxiques, et essayées en opération.
Par ailleurs, reprenant ses premiers travaux sur l’acide acrylique, Moureu, avec l’aide de Lepape, fabrique l'acroléine (son aldéhyde), produit très lacrymogène connu comme gaz de combat sous le nom de « papaïte ». À la fin du mois d’août 1915, Moureu et Dufraisse débutent également des recherches sur l’iodure de benzyle. Dufraisse sera grièvement intoxiqué lors de ces essais, et ce corps sera baptisé fraissite. L’iodacétone est également étudiée par Kling, Grignard et Bertrand. Ces produits, aux propriétés lacrymogènes puissantes, sont chargés dans des projectiles de tranchée, puis, à la fin de l’année 1916, la fraissite équipe les obus de l’artillerie.
Charles Moureu, qui s’implique fortement et met toute sa passion de chercheur au service du pays en guerre, rapportera plus tard les détails dans son livre La Chimie et la Guerre - Science et Avenir, omettant toutefois de préciser que la nature guerrière de ces travaux lui vaut très certainement de ne pas recevoir le prix Nobel qu’on avait auparavant sérieusement pensé lui attribuer.

### Sa découverte majeure
À la fin de la Guerre de 1914-1918, le laboratoire de Chimie Organique du Collège de France abrite les recherches de Charles Moureu et de son disciple Charles Dufraisse sur l'acroléine, un des produits qu’ils étudiaient quand ils travaillaient sur les gaz de combat.

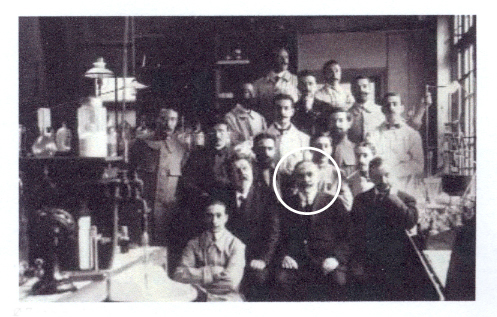
L’équipe de chimistes que dirigeait Charles Moureu au Collège de France, avec notamment, deux rangs derrière lui, Charles Dufraisse, en uniforme militaire.

Au cours de leurs travaux, Moureu et Dufraisse, font une curieuse observation : ce produit liquide dont on remplit des obus se dégrade progressivement en devenant une espèce de cirage inoffensif. De plus, cette polymérisation est toujours précédée d'une oxydation. Ils constatent également que l'acroléine industrielle, pas encore purifiée, s'oxyde beaucoup moins vite que celle qui a été soigneusement redistillée. Ils cherchent alors le moyen de stabiliser ce produit en évitant sa polymérisation, et finissent par isoler l'impureté qui empêche cette oxydation. Moureu et Dufraisse définissent ainsi le phénomène d'autoxydation. Poursuivant sur cette voie, ils observent que certains composés à fonction phénolique, comme l'hydroquinone, même à dose très faible, s'opposent à l'autoxydation : les antioxygènes sont ainsi découverts.
C’est le point de départ d’une découverte majeure de l’histoire de la science, aux applications du plus grand intérêt, qui vont générer un vaste mouvement d’idées et d’études expérimentales, et donner lieu à de multiples brevets. Sur le plan industriel, les antioxygènes sont aujourd’hui utilisés à grande échelle pour protéger de l’oxydation un grand nombre de produits, notamment pour lutter contre le « vieillissement » du caoutchouc, le « gommage » des carburants, le « cognement » des moteurs à combustion interne, le « rancissement » des graisses, … Par ailleurs, leur importance pour l'organisme humain, en particulier leur rôle-clé dans le processus de vieillissement, est aujourd’hui clairement reconnue. Ils sont devenus très présents dans notre vie quotidienne, en étant incorporés dans la fabrication de nombreux produits alimentaires (beurre, produits laitiers, …), ou de grande consommation (cosmétiques, …), afin de leur garantir une meilleure conservation.
De nouveaux champs de recherche sont aujourd’hui explorés, et ouvrent de nouvelles perspectives significatives, aux avancées tout à fait prometteuses. Parmi les différents travaux de Charles Moureu, il s’agit, sans nul doute, de la plus marquante de ses découvertes, dont on mesure seulement aujourd’hui la véritable portée.

### Un éminent écrivain
Charles Moureu n’a pas seulement consacré sa vie à la recherche et à l’enseignement : ce fut également un prolifique écrivain scientifique. À partir de 1918, il multiplie ses efforts de diffusion du savoir, et rédige d’innombrables articles de revue, de mises au point, de conférences, mais aussi un certain nombre d'ouvrages de portée générale. Les spécialistes lui reconnaissent l’élégance de la forme et l’empreinte d'une éducation littéraire classique, le caractère dominant de son style étant la clarté et la précision.
Son œuvre essentielle, les célèbres Notions fondamentales de la chimie organique a longtemps constitué le manuel de base de l’étudiant en chimie. L’ouvrage a été traduit en anglais et réédité à plusieurs reprises, et résume l’enseignement longtemps pratiqué par Charles Moureu.
Un autre ouvrage connaît aussi une grande notoriété : La Chimie et la Guerre - Sciences et Avenir. La première partie, surtout technique, est une sorte d’inventaire des applications de la chimie chez les belligérants de la Grande Guerre, issu de ses travaux. Dans la deuxième partie, l’auteur aborde des notions plus philosophiques sur sa vision de l’évolution de la science, telle qu’elle était perçue à son époque, vision empreinte d’un grand optimisme (une science à même de relever tous les défis) mais encore peu interrogative sur l’éthique générale de l’humanité (la possibilité d’une humanité sans guerres n’est envisagée que comme une utopie irréalisable, et en conséquence le développement des moyens de défense doit aller de pair avec celui des technologies civiles ; toutefois, il anticipe la nécessité, pour ce que l’on appelait alors « les nations civilisées », de s’unir en sociétés ou unions plus vastes).
En 1927 et 1928, Moureu rassemble ses discours et conférences dans de nouveaux ouvrages : Sur la Science et ses applications et De la petite à la grande patrie.

### Son engagement pour la science
Au lendemain de la guerre, toujours animé d’une forte capacité d’enthousiasme, Charles Moureu s’assigne une nouvelle mission : créer en France un grand sursaut national, un mouvement populaire en faveur de la science pour convaincre les pouvoirs publics que la recherche scientifique risque de disparaître faute d’argent public ou privé. Avec notamment l’aide de Maurice Barrès qu’il a réussi à convaincre, un mouvement d’opinion se crée petit à petit, et contribue à donner aux laboratoires français de l’époque des moyens significatifs en hommes, en matériel, et en financements.
Il entreprend également de tisser des liens avec les chimistes du monde entier. C’est dans cet esprit qu’il crée l'Union internationale de la Chimie pure et appliquée, dont on lui confie la première présidence. Il joue aussi un grand rôle dans la mise en place de la Société de Chimie industrielle, la Fédération nationale des Sociétés chimiques, et la Confédération des Sociétés scientifiques françaises.
Homme d’action et de conviction, Charles Moureu ne ménage pas ses efforts quotidiens. Il se consacre tout entier à la science, au point de négliger sa santé. Les longues nuits de veille, les voyages épuisants de congrès en congrès finissent par le miner petit à petit. De plus, l’inhalation régulière de gaz au cours de ses travaux s’avère également nuisible à sa santé. En 1928, la mort de son frère Félix l’affecte profondément. Atteint d’une douloureuse maladie, il part se reposer à Cambo pendant le rude hiver 1928. Revenu à Biarritz, il y meurt le 13 juin 1929, âgé de 66 ans.
Ses funérailles solennelles ont lieu à Biarritz. Il est ensuite enterré au cimetière Sainte-Marie d’Oloron-Sainte-Marie, où il repose désormais dans le caveau familial.

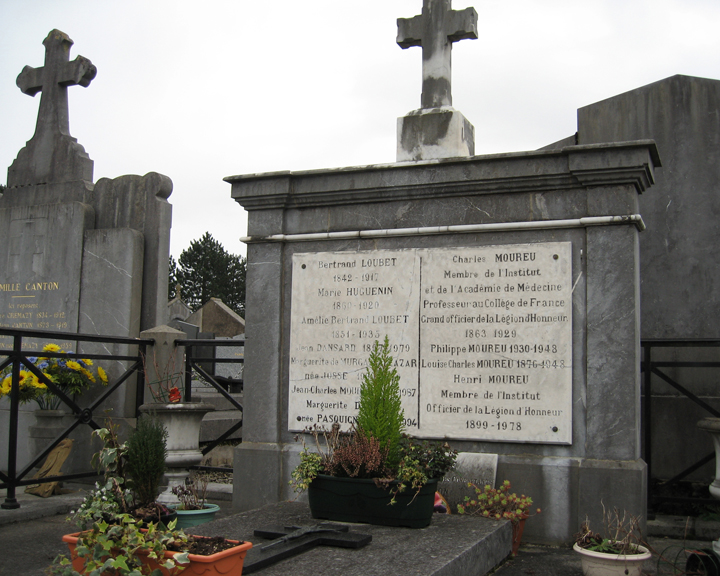
Le caveau familial de Charles Moureu, au cimetière Sainte-Marie d'Oloron.

### Un savant oublié
La personnalité forte et affirmée de Charles Moureu, et son ardeur à défendre la science en toute occasion lui valurent à son époque une renommée indiscutable et légitime.
« Il frappait dès l'abord par la profondeur du regard et la noble expression du visage. Bien que sans recherche, il ne dédaignait pas une sobre élégance et il avait la distinction naturelle de l'homme du monde... Ennemi de la vulgarité, dans les manières comme dans la pensée ou le langage, il donnait constamment une haute idée du raffinement des hommes de Science. » (Charles Dufraisse).
Pour commémorer la mémoire de ce grand homme de science, quelque peu oublié de nos jours, il reste aujourd’hui des bustes à son effigie dans sa région natale (à Mourenx, à Pau, …), ainsi que quelques rues ou édifices publics portant son nom dans diverses localités (en particulier à Paris, dans le 13e arrondissement).
Par sa vie entière consacrée à la science, et ses travaux, couronnés par des découvertes de portée majeure, comme celle du phénomène d'autoxydation et des antioxygènes, il restera connu comme un des grands savants français du XXe siècle.

## Distinctions

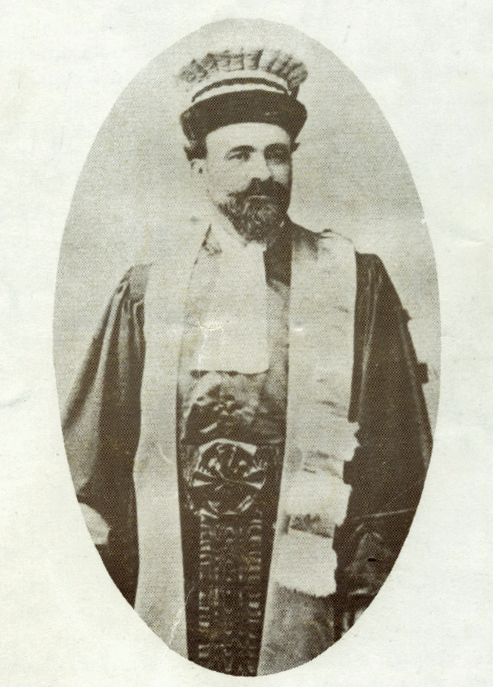
Charles Moureu, dans son habit d'apparat.

- Médaille d'or de l'École supérieure de pharmacie de Paris (1887)
- Prix Laillet (1887)
- Prix Capuron de l'Académie de médecine
- Prix Jecker de l'Académie des sciences
- Officier de l'Instruction publique
- Docteur en sciences physiques (1893)
- Agrégé de chimie et de toxicologie (1899)
- Professeur à l'École supérieure de pharmacie (1907)
- Membre de l'Académie de médecine (1907)
- Membre de l'Académie des sciences - membre de l'Institut (1911)
- Professeur au Collège de France (1917)
- Commandeur de la Légion d’honneur[5]

## Monuments
- Buste, place Charles Moureu, et plaque commémorative sur sa maison natale, à Mourenx (Pyrénées-Atlantiques), au bourg
- Buste et plaque commémorative au square du parc Beaumont à Pau (Pyrénées-Atlantiques)
- Voies et édifices publics (lycées, collèges…) portant son nom à Paris (rue Charles-Moureu dans le 13e arrondissement), Pau, Oloron-Sainte-Marie, Mourenx bourg, Lescar…

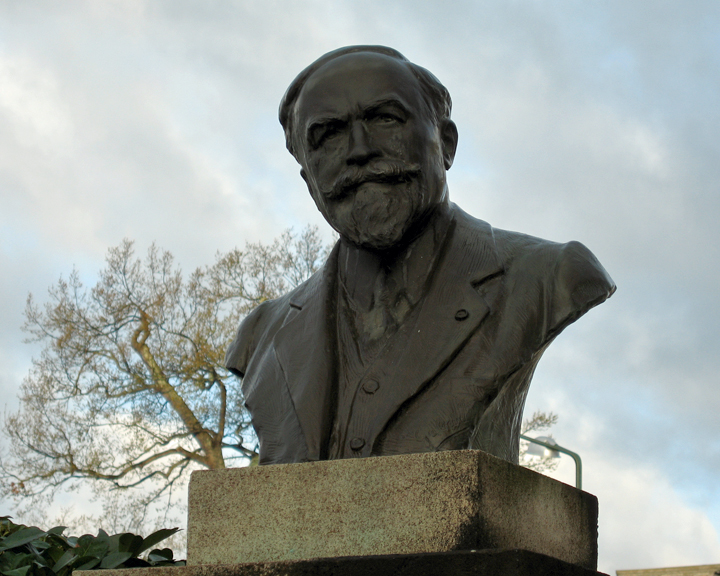
Buste de Charles Moureu au square du parc Beaumont à Pau, réalisé par Ernest Gabard.

## Principales publications
- Contribution à l'étude de l'acide acrylique et de ses dérivés, thèse de doctorat en sciences physiques,  Paris, 1893.
- Notions fondamentales de chimie organique, Gauthier-Villars, Paris, 1906 texte en ligne disponible sur IRIS.
- Sur les gaz de quelques eaux minérales, Paris, Naud, 1903.
- Chimie et physique des eaux minérales, Paris, Baillière, 1910.
- Sur les rapports des gaz rares entre eux et avec l'azote dans les grisous, Paris, 1911.
- Notice sur les travaux et titres scientifiques de Charles Moureu, Paris, Davy, 1911.
- Paul Sabatier : Prix Nobel 1912, Université de Toulouse, Toulouse, Privat, 1913.
- Jubilé de Paul Sabatier, avec Raymond Poincaré, Paris, Gauthier-Villars, 1913.
- Les gaz rares des grisous, avec Adolphe Lepape, Paris, Dunod, 1914.
- Lavoisier et ses continuateurs, Strasbourg, 1919.
- Un grand chimiste, un grand anglais : Sir William Ramsay, Paris, 1919.
- La chimie et la guerre : science et avenir, Paris, Masson, 1920.
- Maurice Barrès et la science, Paris, Plon-Nourrit, 1925.
- Discours et conférences sur la science et ses applications, 1927.
- Fêtes du centenaire de Marcellin Berthelot, Institut de France, Paris, 1927.
- De la petite à la grande patrie, Toulouse, Privat, Paris, Didier, 1928.
- Maurice Barrès et la haute culture, Toulouse, 1928.